# Philadelphus
- Commons
- Wikispecies

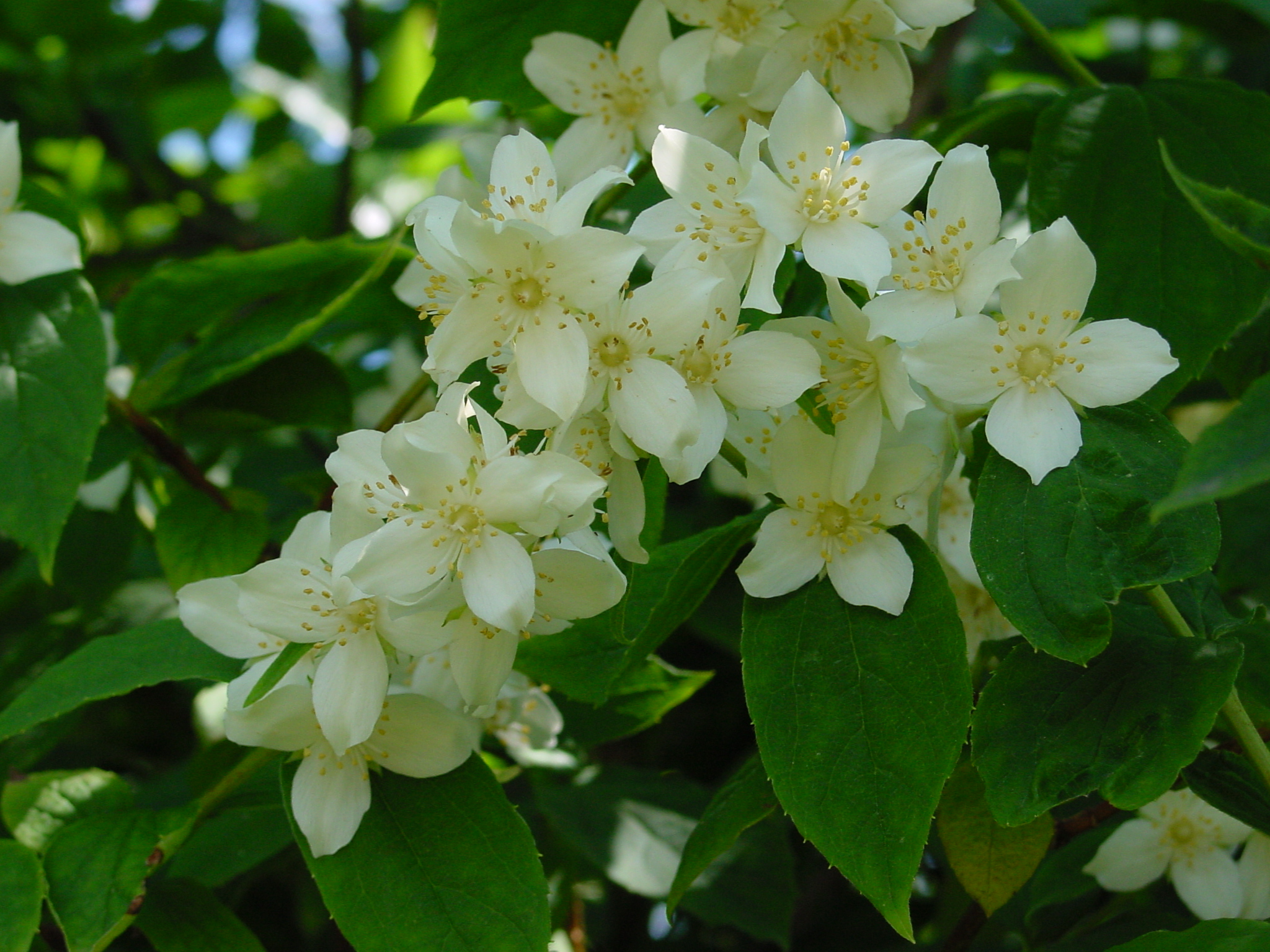
Philadelphus coronarius

Philadelphus L. é um género botânico pertencente à família Hydrangeaceae.

## Espécies
- Philadelphus argenteus Rydb.
- Philadelphus argyrocalyx Woot.
- Philadelphus californicus Benth.
- Philadelphus caucasicus Koehne
- Philadelphus confusus Piper
- Philadelphus cordifolius Lange
- Philadelphus coronarius L.
- Philadelphus crinitus (C.L. Hitchc.) Hu
- Philadelphus ernestii Hu
- Philadelphus floridus Beadle
- Philadelphus gattingeri Hu
- Philadelphus hirsutus Nutt.
- Philadelphus hitchcockianus Hu
- Philadelphus inodorus L.
- Philadelphus insignis Carr.
- Philadelphus karwinskianus Koehne
- Philadelphus lewisii Pursh
- Philadelphus maculatus (C.L. Hitchc.) Hu
- Philadelphus madrensis Hemsl.
- Philadelphus mearnsii W.H. Evans ex Koehne
- Philadelphus microphyllus Gray
- Philadelphus occidentalis A. Nels.
- Philadelphus oreganus Nutt. ex Torr. et Gray
- Philadelphus palmeri Rydb.
- Philadelphus pubescens Loisel.
- Philadelphus pumilus Rydb.
- Philadelphus serpyllifolius Gray
- Philadelphus sharpianus Hu
- Philadelphus texensis Hu
- Philadelphus tomentosus Wall. ex G. Don
- Philadelphus trichothecus Hu
- Philadelphus wootonii Hu
- Philadelphus zelleri Hu
- Lista completa

## Classificação do gênero
| Sistema | Classificação                      | Referência               |
| ------- | ---------------------------------- | ------------------------ |
| Linné   | Classe Icosandria, ordem Monogynia | Species plantarum (1753) |